# 祀三公山碑
祀三公山碑（しさんこうざんひ）は、中国の後漢代の元初4年（117年）に建てられたと見られる顕彰碑。隷書が公式書体であった漢代にあって、極めて珍しい篆書による碑である。
碑の現物は現在行方不明で、拓本のみが伝わっている。

## 建碑の事情
碑文によれば、元初4年（117年）に隴西郡の馮氏（名は不明）という人が常山相に着任し、この碑の立てられた元氏県にやって来た。しかし、元氏の地はいなごや旱魃の害に見舞われ、ひどく荒廃してしまっていた。
聞けばこの常山の西の奥にある三公御語山という山には霊験あらたかな雨の神がいて、人々はこの神を祀ることで雨乞いをしていた。しかし最近、異民族である羌がたびたび侵入して来たり天災が連発したりしたために人々に余裕がなくなり、祭祀が行き届いていなかったというのである。
この話からいなごの害や旱魃はそのせいであろうということになったものの、三公御語山はあまりに奥地にある上悪路で行くことすら容易ではなく、現地まで行って祀るのは極めて難しかった。そこで馮は一計を案じ、元氏の東にある衡山という山で占いを行い、神殿を設置して三公御語山の神を勧請し祀ることにした。
するとたちまちのうちに雨が降り始め、元氏は飢饉から解放されて五穀豊穣となり、民も苦しむことがなくなった。このことと馮の機転を顕彰するため、常山および元氏の官吏たちが碑を建てることにした。これが「祀三公山碑」である。

## 碑文と書風
碑文は篆書で1行17字から24字、全10行である。碑額はなく、長方形の石にそのまま刻されている。表面が全体的に摩滅しているが、全文読むことが可能である。右上、元号の1文字目が欠けて「□初」になってしまっているが、残された部分や碑文の内容から「元初」であることが明らかである。
内容は建碑の事情を一通り語った後、最後に建碑に賛同した官吏の名前を列記して終わるという極めてシンプルなものである。
書体が隷書の時代であるにもかかわらず篆書なのは、天や神に祈り感謝する宗教的な感情を示すために、篆書の持つ権威性を求めたためと考えられる。
書風については篆書ではあるものの、本来篆書の特徴であるべき曲線部が極端に少なく、直線が非常に多いのが特徴である。また時折隷書に近い字や誤字と思えるような字も散見され、純粋な篆書とはいえないものとなっている。

## 研究と評価
この碑は清代の乾隆年間（1736年 - 1795年）に建碑地である元氏の県庁に近い野原で発見されたという。
当時は考証学が発達し篆書の研究も行われていたため、同碑は書体面から注目されることになった。当初は篆書から隷書への移り変わりを反映したものとされたが、その後発見された前漢代の木簡などの研究から否定された。現在では隷書を書き慣れている人が、普段なじみのない篆書を書いた結果、自然に隷書の癖が筆法に反映されたか、あるいはわざとアレンジを加えたかのどちらかであると見られている。
隷書の筆法が混じっているため、篆書の書蹟としてはいささか崩れた碑ではあるが、比較的秦と時代の近い後漢の碑という点で貴重視され、篆書の名家として知られる鄧石如なども臨書している。